# Hrvati u Zambiji
Hrvati u Zambiji su hrvatska iseljenička zajednica u Zambiji. U te su krajeve odselili zbog ekonomskih razloga. 
Malu hrvatsku zajednicu čini desetak obitelji. Sačuvali su hrvatski jezik i običaje, uključujući kulinarske. Većinom su iz obitelji Žeravica. Prvi je u Zambiju iz Vrlike stigao jedan od braće da bi u toj zemlji gradio putove. Namjeravao je osnovati svoju autoprijevozničku tvrtku. Potom je pozvao braću. Očuvanju govorenja hrvatskog pomoglo je što je nešto prije 2005. u vatikanski nuncijat stigao je don Slađan Ćosić, tako da hrvatski iseljenici mogu slušati misu i ispovijedati se na hrvatskome jeziku.
U Zambiji su duboki i hrvatski misijski tragovi. Mnogi su hrvatski misionari djelovali u Zambiji. Godine 2006. bio je jedan, krčki svećenik don Boris Dabo koji je u dotadašnjih 26 godina djelovao u četiri misije i osnovao tri i u tijeku je bilo osnivanje četvrte. Prije njega ovdje su bili hrvatski isusovci (o. Luka Lučić, o. Ivan Gerovac, o. Ivan Cindori, brat Ilija Dilber i brat Benedikt Fostač), hrvatski franjevac konventualac fra Ambroz Knežić, franjevac Bosne Srebrene fra Tomo Anđić, zatim dijecezanski svećenici „Fidei donum“: iz Vrhbosanske nadbiskupije u biskupijama Solwezi (vlč. Dominko Bilić, vlč. Stipo Miloš i vlč. Anto Perić) i Chipata (vlč. Zdravko Mandić i vlč. Marko Stipić), u biskupiji Livingston svećenik Krčke biskupije don Ivica Kordić i Dubrovačke biskupije don Frano Markić zvani Aleluja. Osim svećenika, ovdje su bili i vjernici-laici u misijama. Misionarke su bile: gđa Dragica Pekić, gđa Emica Verlić, gđa Ivanka Šuber i gđa Monika Okrugić.